# Leopoldo Galtieri
Leopoldo Fortunato Galtieri Castelli (Castelar, 15 de julho de 1926 — Buenos Aires, 12 de janeiro de 2003) foi um general e presidente argentino. Foi presidente da Argentina de 22 de dezembro de 1981 a 18 de junho de 1982. Galtieri governou seu país como um ditador militar durante o período conhecido como Processo de Reorganização Nacional como líder da Terceira Junta com Jorge Anaya e Basilio Lami Dozo.
Galtieri foi engenheiro de combate chefe do Exército Argentino e apoiou o Golpe de Estado de 1976 que lançaria ele a ser comandante em chefe do exército em 1980. Galtieri derrubou Roberto Viola e foi apontado Presidente em 1981, estabelecendo a Argentina como um forte aliado dos Estados Unidos no contexto da Guerra Fria. Seu governo foi pautado pelo conservadorismo, especialmente fiscal, implementando reformas econômicas e, no âmbito externo, aumentou o apoio do seu país para combater os Contras na Nicarágua. Galtieri e seu regime continuaram o reinado opressor da "Guerra Suja", encabeçada pelo esquadrão da morte conhecido como Batallón de Inteligencia 601, que respondia diretamente a ele. Seus homens cometiam assassinatos, sequestros, torturas e outros crimes, especialmente contra dissidentes políticos do regime.
A popularidade de Galtieri como presidente declinou consideravelmente devido ao abuso de direitos civis, repressão política e, acima de tudo, a retração acentuada da economia da Argentina que estava causando uma crise fiscal gigantesca. Tentando recuperar seu prestígio, ele ordenou uma invasão militar às Ilhas Malvinas em abril de 1982, acreditando que a comunidade internacional não reagiria. Contudo, o Reino Unido reuniu uma força-tarefa militar e os argentinos acabaram sofrendo uma retumbante derrota na Guerra das Malvinas em junho. Quatro dias após esse fracasso, Galtieri acabou renunciando a presidência. Um ano depois, a democracia na Argentina foi formalmente restaurada e ele acabou sendo indiciado por má conduta militar em 1986. Galtieri foi perdoado pelo presidente Carlos Menem em 1989 e viveu na obscuridade até sua prisão por novas acusações pouco antes de sua morte em 2003.